# St. Matthäus (Augsburg-Hochzoll)

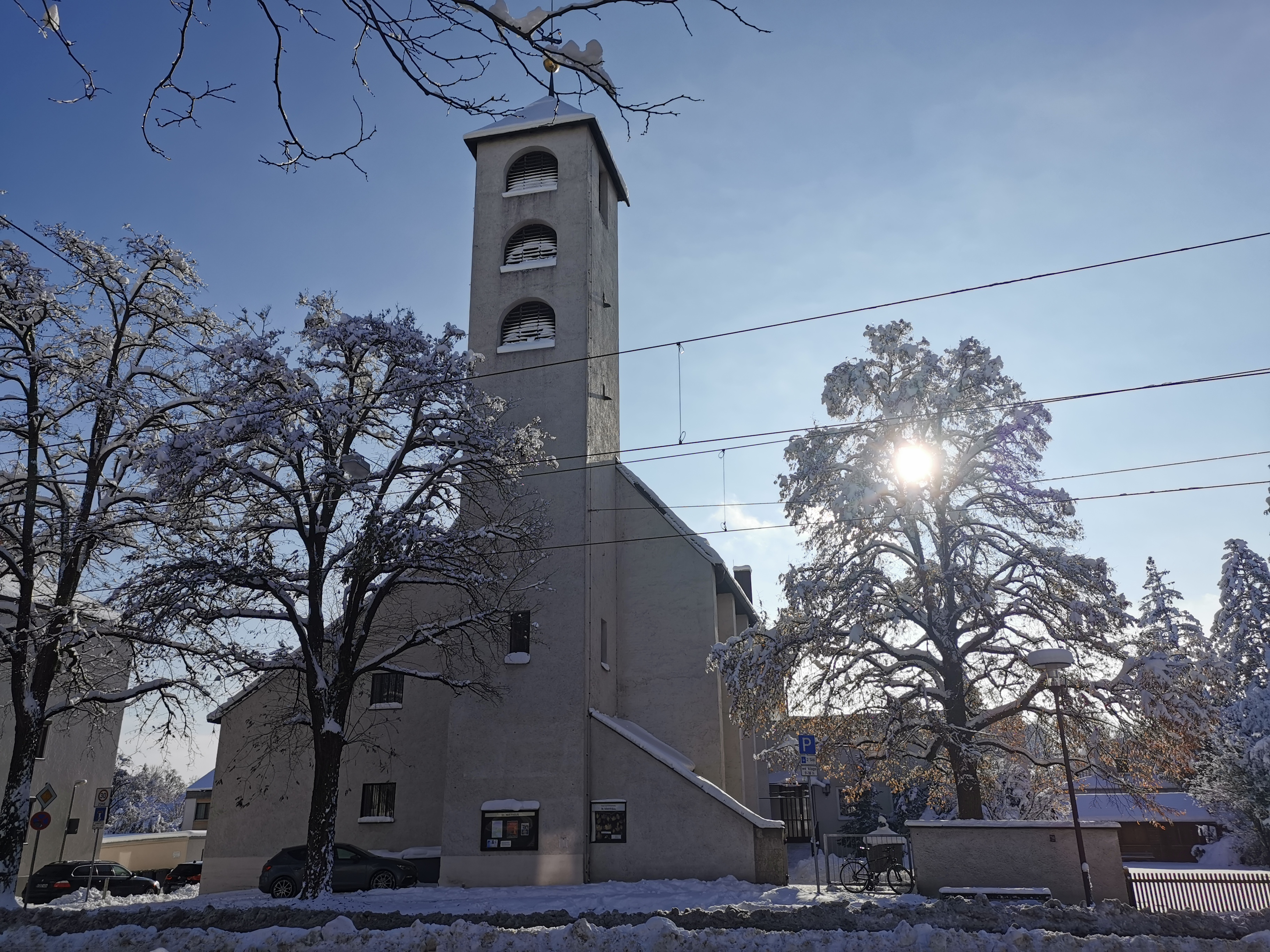
St. Matthäus in Hochzoll – Ansicht von der Friedberger Straße

St. Matthäus ist eine evangelische Kirche in Augsburg-Hochzoll und eine Gemeinde der Evangelisch-Lutherischen Kirche in Bayern. 

## Kirche

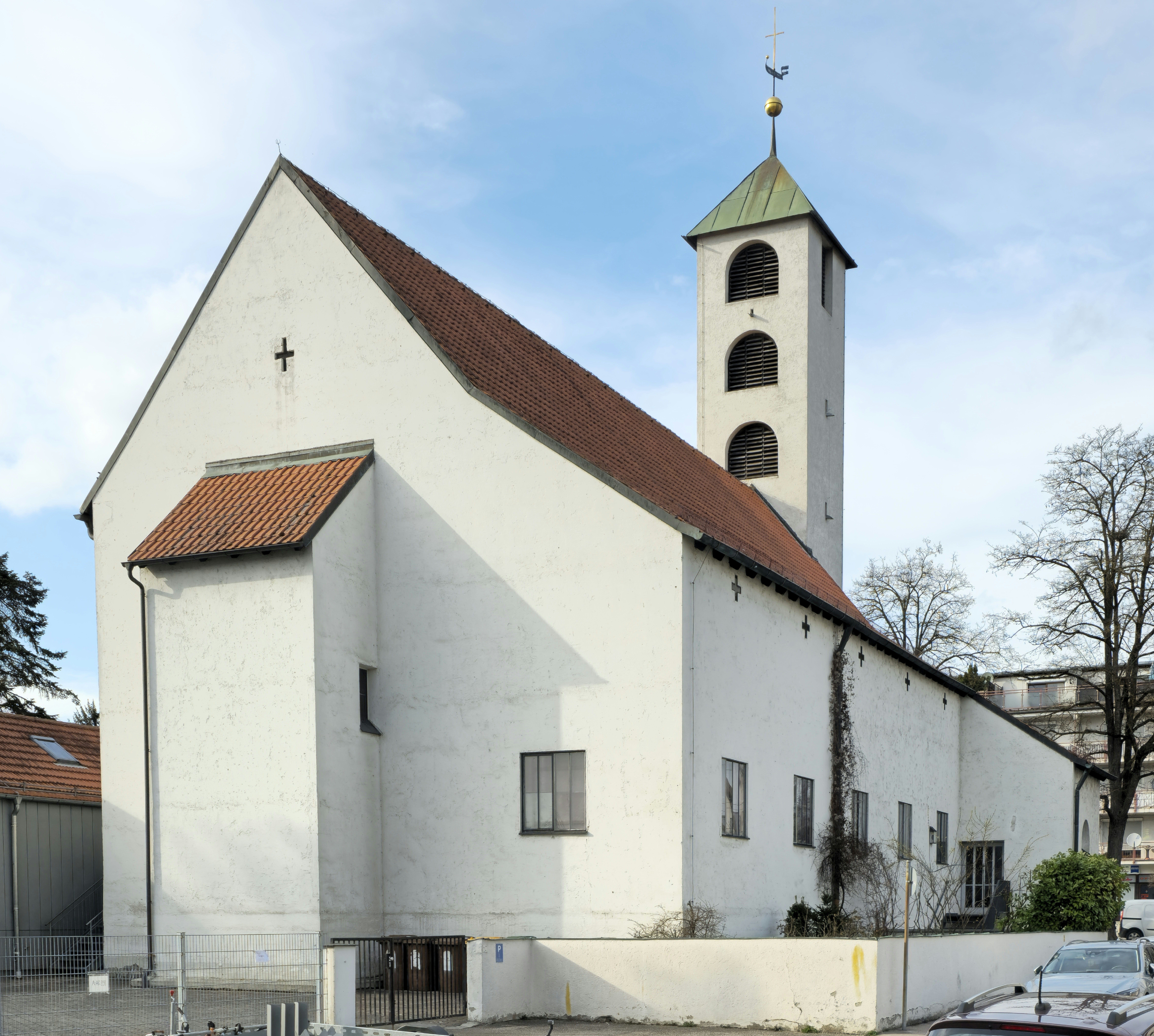
Der Knick im Dach zeigt die Grenze zwischen Hauptschiff und Seitenschiff

Ab 1841 wurde die Seelsorge der Protestanten in Hochzoll von St. Ulrich getätigt. Gottesdienste fanden ab 1889 in einem Schulsaal statt. 1898 wurde die Kapelle in der Friedbergerau an der Friedberger Straße geweiht und 1923 in St. Matthäus umbenannt. 1955 wurde das Kirchengebäude erheblich vergrößert und ist seit seither eine asymmetrische zweischiffige Hallenkirche im Heimatschutzstil.

### Kruzifix
Zur Hundertjahrfeier der Kirche beschloss man, das bestehende Kruzifix aus Gips des Bildhauers Hugo Ziegler, das seit 1948 über dem Altar hing, durch ein hölzernes zu ersetzen.
Der Bildhauer Heinrich Untergantschnig aus Grafenberg/Flattach schuf im Rahmen seiner Meisterprüfung an der Münchner Meisterschule für Bildhauer ein neues Kruzifix aus Lindenholz mit einer Höhe von 140 cm. Im Februar 1993 wurde es im Rahmen eines Gottesdienstes an die Gemeinde übergeben. 

### Wandbehang
Im Zuge der Erneuerung des Innenraumes der Kirche in den Jahren 1989/1990 wurde der Wunsch laut, die Westwand zu gestalten. Die Künstlerin Ruth Borisch aus Marxheim schuf einen textilen Wandbehang, der 1992 fertiggestellt wurde. Vorgabe war eine Gegenständlichkeit der Darstellungen. 
Die zwei Wandbehänge bestehen jeweils aus drei gebatikten Stoffbahnen und werden umrahmt von farblich abgestimmtem in seiner Struktur verändertem Jutegewebe. Die beiden dreiteiligen Wandbehänge sind ca. 260 cm breit und ca. 175 cm hoch, die drei schmalen Stoffbahnen an den Seiten sind ca. 25 cm breit und 175 cm hoch. Die Oberkante der Behänge und die Unterkante der Fenster bilden dabei eine Linie. Um die strenge geometrische Gliederung der Wand zu durchbrechen, orientieren sich die breiten Teile in ihrer Form an geschwungenen waagerechten Linien, die schmalen Bahnen an geschwungenen senkrechten Linien.
Die Darstellungen beziehen sich auf folgende Gleichnisse aus dem Matthäusevangelium:
Vom Hausbau (Matthäus 7, 24–29) / Stadt auf dem Berg (Matthäus 5, 13–16) / Vom Fischnetz (Matthäus 13, 47–52) / Vom verlorenen Schaf (Matthäus 18, 10–14) / Vom Senfkorn (Matthäus 13, 31–32) / Vom Sämann (Matthäus 13, 3–9)
Diese Gleichnisse werden umrahmt und verbunden von Darstellungen christlicher Symbole wie Trauben, Weinstock mit Reben, Fisch. 

### Glocken
Im Kirchturm befinden sich zwei Glocken. Die kleinere Glocke ist auf den Ton c¹ gestimmt und wurde im Jahr 1950 von der Glockengießerei Erding gegossen.
Die größere Glocke ist auf den Ton as⁰ gestimmt und wurde im Jahr 1956 ebenfalls von der Glockengießerei Erding gegossen. Sie trägt die Inschrift GESTIFTET VON FRIEDRICH UND SOFIE DEFFNER UND FRIEDRICH UND MARGARETE SOHNLE IN DIE ST MATTHÄUS - KIRCHE IN AUGSBURG - HOCHZOLL.

### Orgel

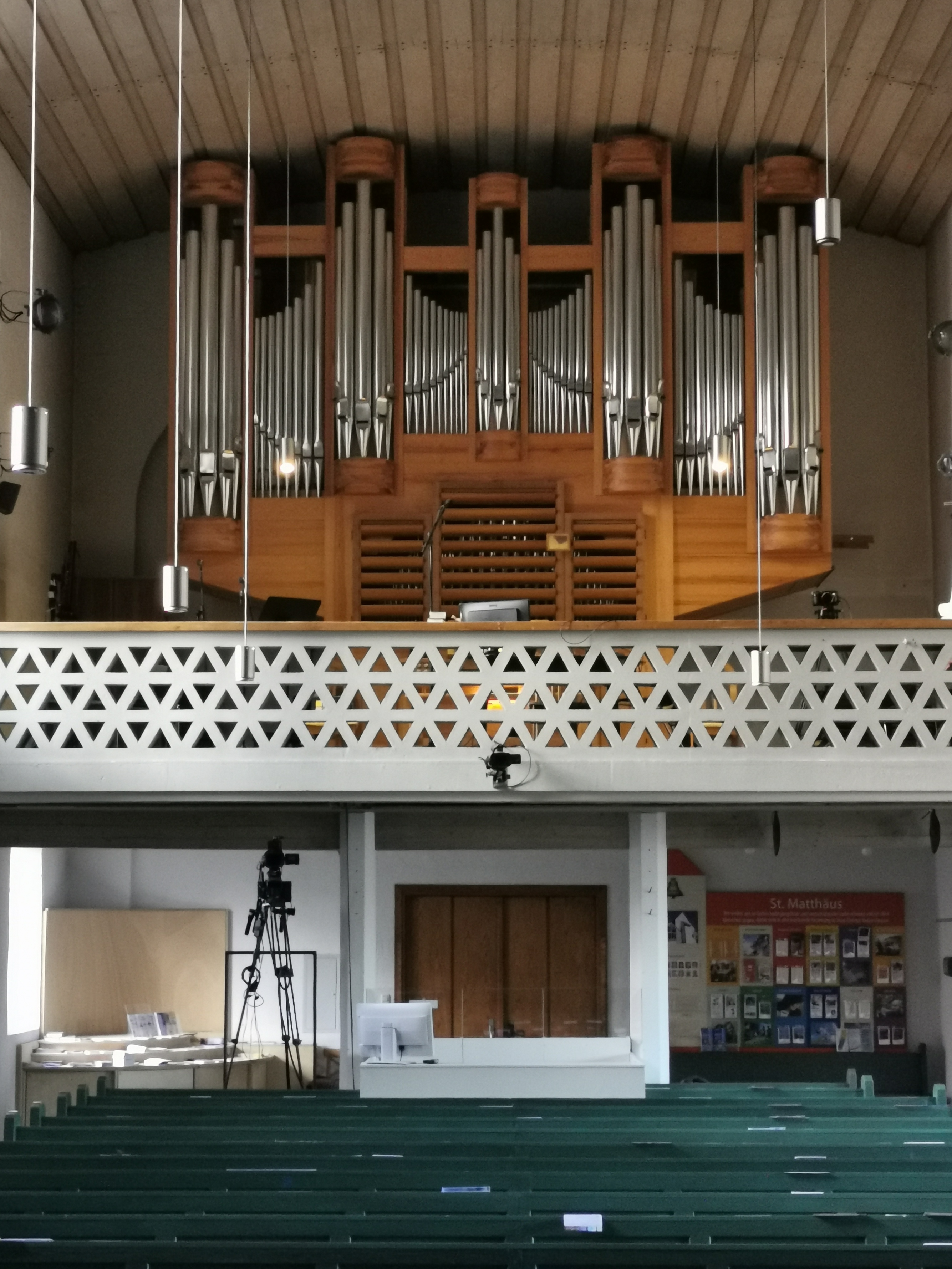
Orgel St. Matthäus Hochzoll

Nachdem das Vorgängerinstrument (eine Steinmeyer-Orgel, die 1931 gebraucht aus Neuendettelsau übernommen worden war) technische und klangliche Unzulänglichkeiten aufwies, beschloss der Kirchenvorstand 1994, die Orgelbaufirma Link aus Giengen an der Brenz mit dem Bau einer neuen Orgel zu beauftragen, die 1998 eingeweiht wurde.
Das Instrument musste unter Berücksichtigung der beengten Verhältnisse auf der Empore gestaltet werden und wurde deshalb eher flach und breit angelegt. Das Gehäuse besteht aus massivem Kiefernholz. Es besitzt 21 Register mit insgesamt 1.314 Pfeifen, die Trakturen sind mechanisch. Die weichen und mischfähigen Klangfarben, die ihre Wurzeln in der süddeutschen Region haben, aber auch von Frankreich und Italien beeinflusst sind, eignen sich besonders für die Begleitung des Gemeindegesanges; mit ihnen lassen sich aber auch weite Bereiche der Literatur gut wiedergeben. Die Disposition der Orgel lautet:
| I Hauptwerk C–g3 |       |
| Prinzipal        | 8′    |
| Rohrbourdun      | 8′    |
| Octav            | 4′    |
| Spitzflöt        | 4′    |
| Sesquialter II   |       |
| Superoctav       | 2′    |
| Mixtur IV        | 1 ⁄3′ |
| Trompete         | 8′    |

| II Schwellwerk C–g3 |        |
| Gedeckt             | 8′     |
| Salicional          | 8′     |
| Praestant           | 4′     |
| Flöt                | 4′     |
| Nazard              | 2 ⁄3′  |
| Flageolet           | 2′     |
| Terz                | 1 3⁄5′ |
| Larigot             | 1 ⁄3′  |
| Hautbois            | 8′     |
| Tremulant           |        |

| Pedalwerk C–f1 |     |
| Subbass        | 16′ |
| Octavbass      | 08′ |
| Choralbass     | 04′ |
| Posaune        | 16′ |

- Koppeln: II/I, I/P, II/P

### Kriegerdenkmal
Im Eingangsbereich der Kirche unter dem Kirchturm befindet sich ein Kriegerdenkmal; in drei Tafeln mit den Namen der Gefallenen des Ersten und Zweiten Weltkrieges. Die Widmung lautet ohne Reue „Unsern Helden“.

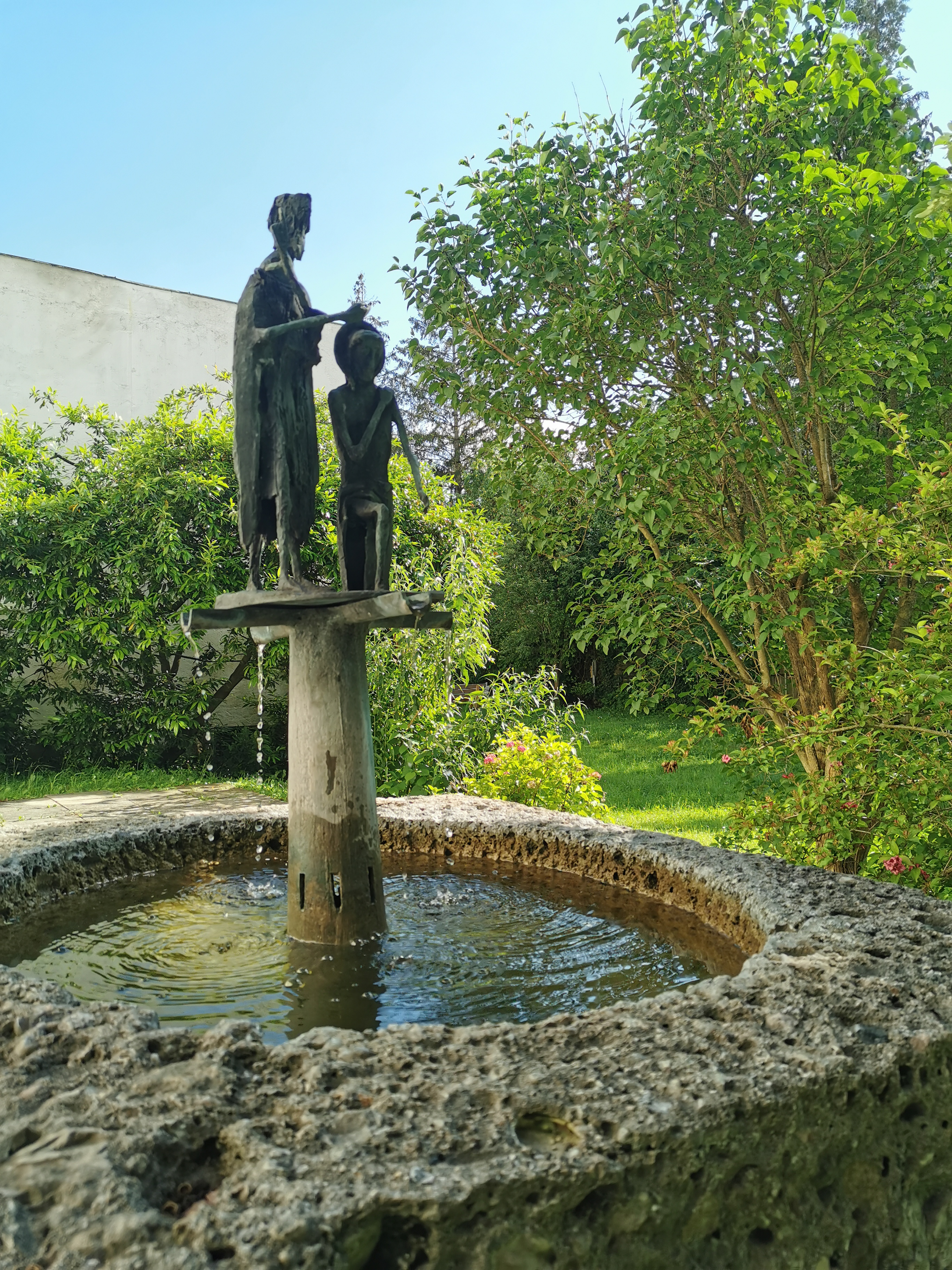
Brunnen "Taufe Jesu" in St. Matthäus Hochzoll

### Brunnen
Auf der Westseite vor dem Kirchengebäude steht ein Brunnen mit einer Bronzedarstellung der Taufe Jesu durch Johannes (Matthäus 3, 13–17), der im Sommer in Betrieb ist und als Treffpunkt für das Kirchencafé nach dem Sonntagsgottesdienst genutzt wird.

## Übrige Einrichtungen
Das Pfarramt, das Gemeindehaus und der dreigruppige Kindergarten von St. Matthäus befinden sich in der Wettersteinstraße in Hochzoll.
Es ist geplant, künftig ein neues Gemeindehaus an die Kirche in der Friedberger Straße zu bauen, so dass alle kirchlichen Veranstaltungen und das Gemeindeleben an einem Ort stattfinden können. Das bisherige Gemeindehaus soll anschließend abgebrochen und das Grundstück für Sozialen Wohnungsbau und einen Neubau des Kindergartens St. Matthäus genutzt werden. Dazu wurden 2023 im Rahmen von Bachelor-Arbeiten von 30 Studenten der Technischen Hochschule Augsburg Ideen und Entwürfe erarbeitet und der Gemeinde vorgestellt.

## Gemeindeleben
Pfarrer seit 1931:
- 1931–1935: Kirchenrat Friedrich Westermayer
- 1936–1945: Kirchenrat Matthias Simon
- 1947–1965: Kirchenrat Herbert Cramer
- 1965–1969: Eckhard Eichner
- 1969–1991: Dieter Baer
- 1991–2013: Thomas Bovenschen
- seit 2014: Thomas Bachmann

Aktivitäten:
- Seit einigen Jahren werden alle Gottesdienste der Gemeinde per Livestream auf Youtube übertragen.[4]